# كاميرون سيلفستر
كاميرون سيلفستر (بالإنجليزية: Cameron Sylvester)‏ هو مجدف كندي، ولد في 22 يونيو 1986 في ميسيساغا في كندا.

## وصلات خارجية
- كاميرون سيلفستر على موقع الاتحاد الدولي للتجديف (الإنجليزية)
- كاميرون سيلفستر على موقع اللجنة الأولمبية الدولية (الإنجليزية)
- كاميرون سيلفستر على موقع أوليمبيديا (الإنجليزية)